# Shin'yō

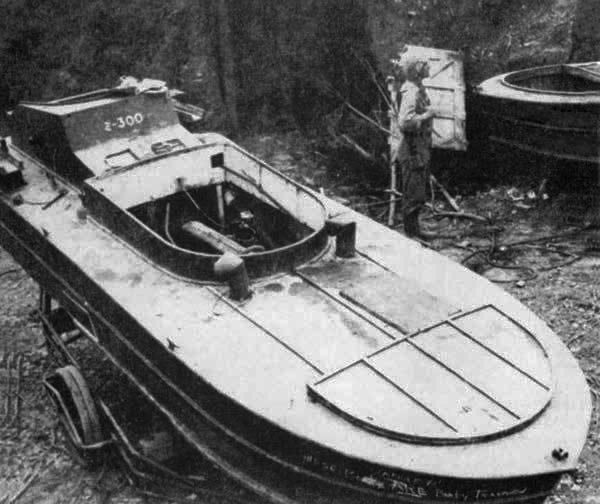
Llanxa suïcida japonesa tipus Shin'yō el 1945

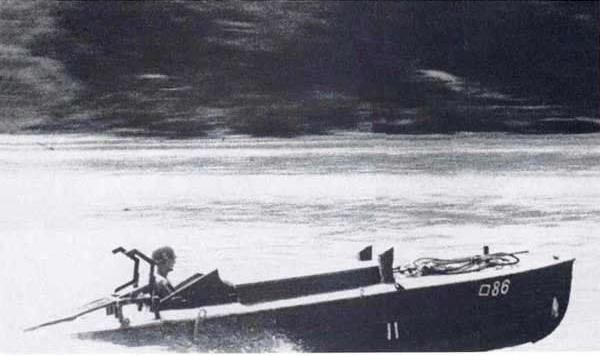
Un militar nord-americà provant una Shin'yō

Les   Shin'yō   (震 洋, , en japonès 'sisme submarí') van ser unes llanxes ràpides suïcides desenvolupades pel Japó durant la Segona Guerra Mundial. Eren part de l'ampli programa d'Unitats Especials d'Atac japoneses, forma amb què es designaven les armes dissenyades específicament per ser usades com a kamikaze, és a dir, com a armes suïcides.

## Característiques
Aquestes llanxes ràpides eren manejades per un únic home i aconseguien velocitats de prop de 55 km/h. Usualment anaven equipades amb dues càrregues de profunditat, o una càrrega explosiva al buc. Les equipades amb càrregues de profunditat no eren estrictament llanxes suïcides, ja que la idea era llançar les càrregues de profunditat i virar abans de l'explosió. De tota manera, l'ona de xoc i la posterior columna d'aigua molt possiblement en mataven el tripulant o, si més no, inundaven la llanxa.
Es van crear al voltant de 6.200 Shin'yō per a l'Armada Imperial Japonesa, i unes 3.000 Maru-ni per a l'Exèrcit Imperial Japonès. Unes 400 van ser transportades a l'illa d'Okinawa i a Taiwan, i la resta foren emmagatzemades a les costes japoneses com a última defensa davant la invasió de les illes principals.

## Resultats operatius
- 10 de gener de 1945: enfonsament dels vehicles de desembarcament nord-americans USS LCI (G) -365 i USS LCI (M) -974 al golf de Lingayen, a l'illa de Luzon (Filipines).
- 31 de gener de 1945: enfonsament del caçasubmarins USS PC-1129, davant Nasugbu, illa de Luzon (Filipines).
- 16 de febrer de 1945: enfonsament dels vehicles de desembarcament nord-americans USS LCS (L) -7, USS LCS (L) -26 i USS LCS (L) -49 davant Mariveles, canal de Corregidor, illa de Luzon (Filipines).
- 4 d'abril de 1945: enfonsament dels vehicles de desembarcament nord-americans USS LCI (G) -82 i USS LSM-12, a Okinawa.
- 27 d'abril de 1945: danys al destructor nord-americà classe Fletcher USS Hutchins (DD-476), a Buckner Bay, Okinawa, cosa que el va inhabilitar per a la resta de la guerra.